# Giro delle Marche
Il Giro delle Marche è stata una corsa in linea maschile di ciclismo su strada che si è svolta annualmente, dal 1968 al 1976, nella regione delle Marche, in Italia.
Riservata ai corridori professionisti, venne organizzata, in tutte le sue nove edizioni, dall'associazione ciclistica fabrianese "Nino Petruio", con partenza ed arrivo fissate proprio nella città di Fabriano.

## Albo d'oro
Aggiornato all'edizione 1976.
| Anno | Vincitore               | Secondo            | Terzo                 |
| ---- | ----------------------- | ------------------ | --------------------- |
| 1968 | Luciano Dalla Bona      | Aldo Moser         | Ercole Gualazzini     |
| 1969 | Costantino Conti        | Ole Ritter         | Francesco Desaymonet  |
| 1970 | Italo Zilioli           | Enrico Paolini     | Ole Ritter            |
| 1971 | Gösta Pettersson        | Erik Pettersson    | Arturo Pecchielan     |
| 1972 | Michele Dancelli        | Carlo Chiappano    | Primo Mori            |
| 1973 | Sigfrido Fontanelli     | Enrico Maggioni    | Michele Dancelli      |
| 1974 | Martín Emilio Rodríguez | Ole Ritter         | Valerio Lualdi        |
| 1975 | Serge Parsani           | Enrico Paolini     | Giacinto Santambrogio |
| 1976 | Pierino Gavazzi         | Roger De Vlaeminck | Francesco Moser       |